# Chlorocoris distinctus
Chlorocoris distinctus är en insektsart som beskrevs av Victor Antoine Signoret 1851. Chlorocoris distinctus ingår i släktet Chlorocoris och familjen bärfisar. Inga underarter finns listade i Catalogue of Life.